# Tay khang
Tay khang, o simplement Kang, és una llengua tais de Laos. Hi ha confusió amb la llengua Kháng. Schliesinger (2003) informa d'una àrea d'habitatge que és la província de Bolikhamsai a Laos.
La religió dels parlants és el budisme theravada i l'animisme.